# Supercoppa italiana 2012 (pallamano maschile)
La Supercoppa italiana 2012 è stata la 7ª edizione del torneo di pallamano riservato alle squadre vincitrici, l'anno precedente, la Serie A Élite e la Coppa Italia.
Esso è stato organizzato dalla FIGH, la federazione italiana di pallamano.
Il torneo è stato vinto dal Bolzano per la 1ª volta nella sua storia.

## Squadre qualificate
| Squadre       | Qualificazione               | Partecipazioni precedenti (il grassetto indica la vittoria) |
| ------------- | ---------------------------- | ----------------------------------------------------------- |
| Bozen         | Vincitore del campionato     | Debuttante                                                  |
| Junior Fasano | Finalista della Coppa Italia | 1 (2008)                                                    |

## Finale
| Campione d'Italia | Detentore Coppa Italia | Risultato                  |
| ----------------- | ---------------------- | -------------------------- |
| Bozen             | Junior Fasano          | Bolzano, 15 settembre 2012 |
| Bozen             | Junior Fasano          | 28 - 24                    |

| Arbitri: | Iaconello |

|                                                                                            |           |                                                                          |
| Pircher 7 Turković 7 Radovčić 5 Maione 4 Gaeta 1 Gufler 1 Innerebner 1 Šporčić 1 Widmann 1 | Marcatori | Beharević 8 Rubino 7 Giannoccaro 3 Messina 3 De Santis L. 2 Pignatelli 1 |